# 三白眼

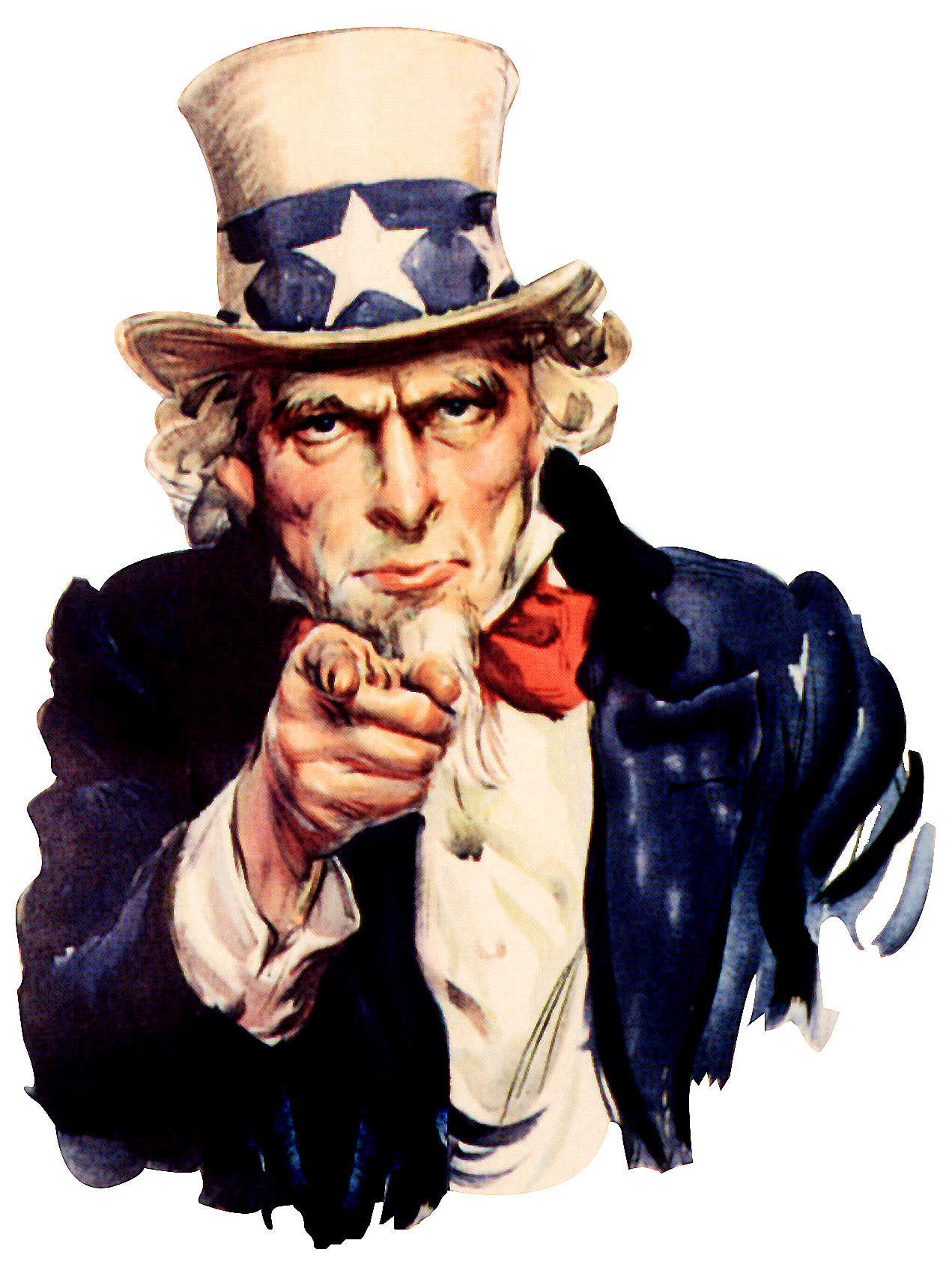
第一次世界大戦募兵ポスターのアンクル・サム。典型的な下三白眼（下強膜が下まぶたのふちの上に見えている）。

三白眼（さんぱくがん、英: Sanpaku）とは、人間の目について、虹彩（黒目）の部分がやや小さく、白目の部分の面積が多いことを指している。上方寄りの黒目に対して、左右および下方の三方が白目であるという状況からこう呼ばれる（稀に黒目が下方寄りの上三白眼もある）。目が大きいこと、または黒目が小さいことやその両方からこの現象は起きる。この個性を魅力的だと評価されることもある。
Sanpakuとして、日本語から英語に入った借用語になっている。
眼瞼下垂などの病気によってこの現象になることもある。
犯罪生物学の創始者で精神科医であるチェーザレ・ロンブローゾはこの特徴などを挙げ「犯罪者には一定の身体的・精神的特徴（Stigmata）が認められる」としたが、彼の生来的（生来性）犯罪人説は否定されている。
統合失調症との関連を指摘する研究もあったが、これもまた否定されている。